# Apoclea approximata
Apoclea approximata är en tvåvingeart som beskrevs av Becker 1907. Apoclea approximata ingår i släktet Apoclea och familjen rovflugor. Inga underarter finns listade i Catalogue of Life.